# Stampf (Gemeinde Edelschrott)
Stampf ist ein Ort in der Weststeiermark sowie eine Rotte in der Marktgemeinde Edelschrott im Bezirk Voitsberg in der Steiermark. Der Ort liegt direkt an der Gemeindegrenze zu Hirschegg-Pack, wobei sich die Besiedlung des Ortes auch über die Gemeindegrenze hinweg erstreckt. Im von der Statistik Austria herausgegebenen Ortsverzeichnis wird aber nur der im Gemeindegebiet von Edelschrott liegende Teil des Ortes als Stampf bezeichnet.

## Lage und Geographie
Stampf liegt im westlichen Teil der Marktgemeinde Edelschrott, an der nordwestlichen Grenze der Katastralgemeinde Edelschrott und der südlichen Grenze der Katastralgemeinde Kreuzberg, direkt an der Gemeindegrenze zu Hirschegg-Pack und der Katastralgemeinde Pack. Direkt bei Stampf mündet der Packer Bach in die Teigitsch. Nördlich von Stampf liegt der zu Edelschrott gehörende Ortsteil Oberer Kreuzberg und im Südosten befindet sich der ebenfalls zu Edelschrott gehörende Ortsteil Unterer Herzogberg. In südwestlicher Richtung liegt die zu Hirschegg-Pack gehörende Streusiedlung Unterrohrbach.
Durch Stampf verläuft die Packer Straße B 70 und direkt beim Ort zweigen die L343, der Hirscheggerstraße sowie die L344, der Modriacherstraße von dieser ab.

## Geschichte
Der Ort dürfte bereits seit dem 16. Jahrhundert existieren, als dort eine Walchstampfe errichtet wurde. Die erste urkundliche Erwähnung in einer Burgfriedsbeschreibung als bei dem Stampf stammt aus dem Jahr 1616. Die dort erwähnte und auch für den Ort namensgebende Stampfe war eine Walchstampfe, bei der die aus Modriach, Pack und Hirschegg die hierher gebrachte Schafswolle verarbeitet wurde. Um 1780 wird der Ort im Josephinischen Lagebuch bereits als Stampf geführt.
An Stampf führte schon im Mittelalter und der frühen Neuzeit die über die über den Packsattel nach Kärnten führende Handelsstraße, die spätere Packer Straße vorbei. So befand sich in der frühen Neuzeit mit dem Grabenschmied auch eine Schmiede im Ort, die vor allem an die Bedürfnisse der hier durchfahrenden Fuhrwerke ausgelegt war. Spätestens aber im 19. und zu Beginn des 20. Jahrhunderts war auch der Holzhandel und die Holzverarbeitung durch Sägewerke in Stampf von einiger Bedeutung. So wurde vermutlich um 1850 die bisherige Walchstampfe in eine Rindenstampfe zur Gewinnung von Gerberlohe aus Baumrinde umgebaut. Die Packer Straße wurde bis 1821 durch Gemeinderobot in Stand gehalten. Der Ort wird 1881 als Rindenstampf bezeichnet, vermutlich wegen der umgebauten Stampfe.
Stampf gehörte bis zur Abschaffung der Grundherrschaften im Jahr 1848 zum Werbbezirk der Herrschaft Ligist. In Folge der Theresianischen Reformen wurde der Ort dem Grazer Kreis unterstellt und nach dem Umbruch 1848 war er bis 1867 dem Amtsbezirk Voitsberg zugeteilt. Mit der Konstituierung der freien Gemeinden im Jahr 1850 kam der Ort zu der freien Ortsgemeinde Edelschrott.
Die Straße zwischen Stampf und Pack wurde 1878/79 als öffentliche Gemeindestraße errichtet. In den Jahren 1906 und 1907 wurde der zwischen Edelschrott und Stampf verlaufende Teil der Packer Straße auf Kosten der Bezirksvertretung umgelegt und das fertiggestellte Teilstück wurde am 15. Jänner 1907 eröffnet. Der Neubau der Straße als Bezirksstraße begann am 20. April 1912 und wurde am 15. Jänner 1913 eröffnet.
Der Ausbau des Telefonortsnetzes erfolgte in Stampf in den Jahren 1979 und 1981.

## Wirtschaft und Infrastruktur
Stampf ist land- und forstwirtschaftlich geprägt. Vor allem zu Ende des 19. Jahrhunderts und Beginn des 20. Jahrhunderts waren mehrere Sägewerke in Stampf aktiv.
Direkt durch Stampf verläuft die Packer Straße (B 70), die von Graz über die Pack nach Klagenfurt führt. Von der Packer Straße zweigt die nach Hirschegg in nördliche Richtung verlaufende L343, die Hirscheggerstraße ab. Nach Süden führt die L344, die Modriacherstraße, nach Modriach und zur Abfahrt Modriach der Südautobahn (A 2).

## Kultur und Sehenswürdigkeiten
Bei Stampf steht eine vom Bildhauer Wilhelm Gösser aus Lärchenholz geschaffene Statue des heiligen Christophorus mit künstlerisch gestalteten Wegweisertafeln aus Ahornholz. Eine der Wegweisertafeln zeigt einen Hirten mit Schafsherde und Hirtenhund, eine andre eine Bäuerin mit Spinnrad und eine dritte ein Bauerndirndl, das mit einem Milcheimer zu den auf der Alm weidenden Kühen hinaufsteigt. Dieses Kunstwerk wurde am 2. Juni 1935 von Landeshauptmann Karl Maria Stepan enthüllt.